# Pfarrkirche Dürnkrut

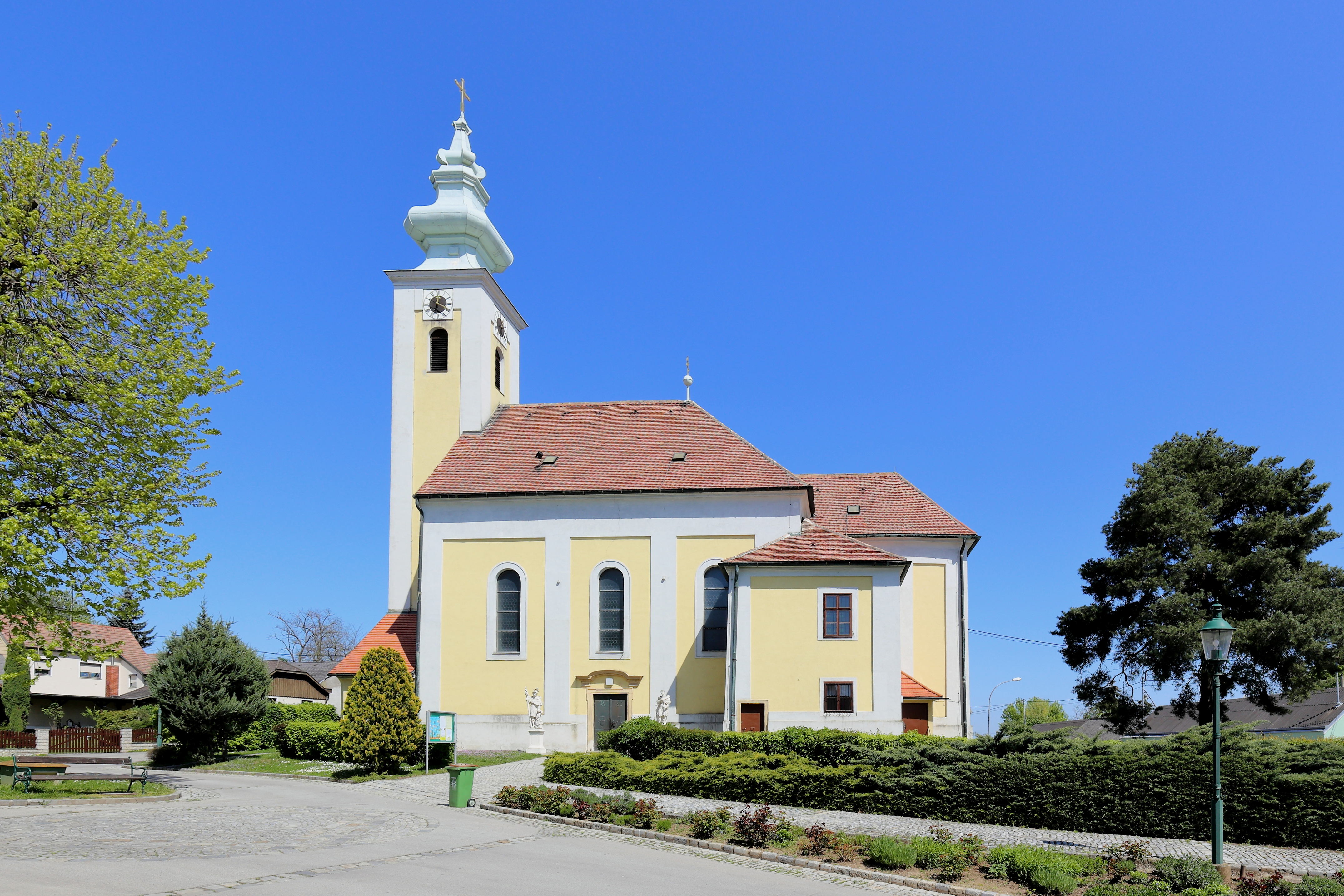
Katholische Pfarrkirche hl. Jakobus der Ältere in Dürnkrut

Die  Pfarrkirche Dürnkrut steht erhöht im Westen des Ortes in der Marktgemeinde Dürnkrut im Bezirk Gänserndorf in Niederösterreich. Die dem Patrozinium hl. Jakobus der Ältere unterstellte römisch-katholische Pfarrkirche gehört zum Dekanat Zistersdorf im Vikariat Unter dem Manhartsberg der Erzdiözese Wien. Die Kirche steht unter Denkmalschutz (Listeneintrag).

## Geschichte
Eine Pfarre wurde 1429 genannt. Von 1580 bis 1620 war die Pfarre unter den Freiherrn von Landau protestantisch. Unter Graf Jakob Hamilton erfolgte 1698 ein Neubau der Kirche.

## Architektur
Der einheitliche Barockbau zeigt sich mit einem mächtigen Langhaus mit hohen Rundbogenfenstern und einer strengen Lisenengliederung. Der Chor ist eingezogen. Vor der Westfront steht ein hoher dreigeschoßiger Turm mit rundbogigen Schallfenstern und einem barocken Zwiebelhelm. Im südlichen Choreck steht eine zweigeschoßige Sakristei. Das südliche Steinportal mittig in der Langhaussüdwand hat eine geschwungene Verdachung.
Vor der Kirche stehen barocke Sockelfiguren der Heiligen Donatus und Florian aus 1746.
Das Kircheninnere zeigt sich mit einer bemerkenswert einheitlichen Ausstattung aus der Bauzeit mit reichem Stuckdekor und Fresken. Das dreijochige Langhaus hat ein Stichkappentonnengewölbe auf kräftigen Wandpfeilern mit Doppelpilastern und korinthischem Gebälk. Der stark eingezogene einjochige Chor hat ein Stichkappentonnengewölbe. Die dreiachsige Orgelempore ist kreuzgratunterwölbt. Die einjochige Sakristei hat ein Kreuzgratgewölbe.
Die gesamte Kirche zeigt reichen Stuckdekor und in den Gewölben vier gerahmte Medaillons mit den Gemälden Verklärung des hl. Jakobus, Gottvater, Christus am Ölberg und Heiliger Geist, in kleinen Medaillons Evangelisten und Propheten, an der Emporenwand Jüngstes Gericht.

## Ausstattung
Der bemerkenswerte Hochaltar mit seitlichen Opfergangsportalen vor einer mitgestalteten Chorschlusswand ist ein prächtiger reich dekorierter Stuckaltar mit Engelfiguren, Putten und üppigem Blattwerk, er zeigt das Hochaltarblatt hl. Jakobus der Ältere, im baldachinartigen Auszug mit dem Wappen der Hamilton steht die bekrönende Figur hl. Jakobus der Ältere, über dem Tabernakel befindet sich eine Aussetzungsnische.
Die Orgel hat ein klassizistisches Gehäuse aus dem Anfang des 19. Jahrhunderts, das Werk mit 11 Registern baute Rudolf Novak 1970.

## Grabdenkmäler
- Vor dem Chor befinden sich Grabsteine aus Rotmarmor, links Georg Dietrich 1703, rechts Rosina von Dietrich 1715.